# 잭 톰슨

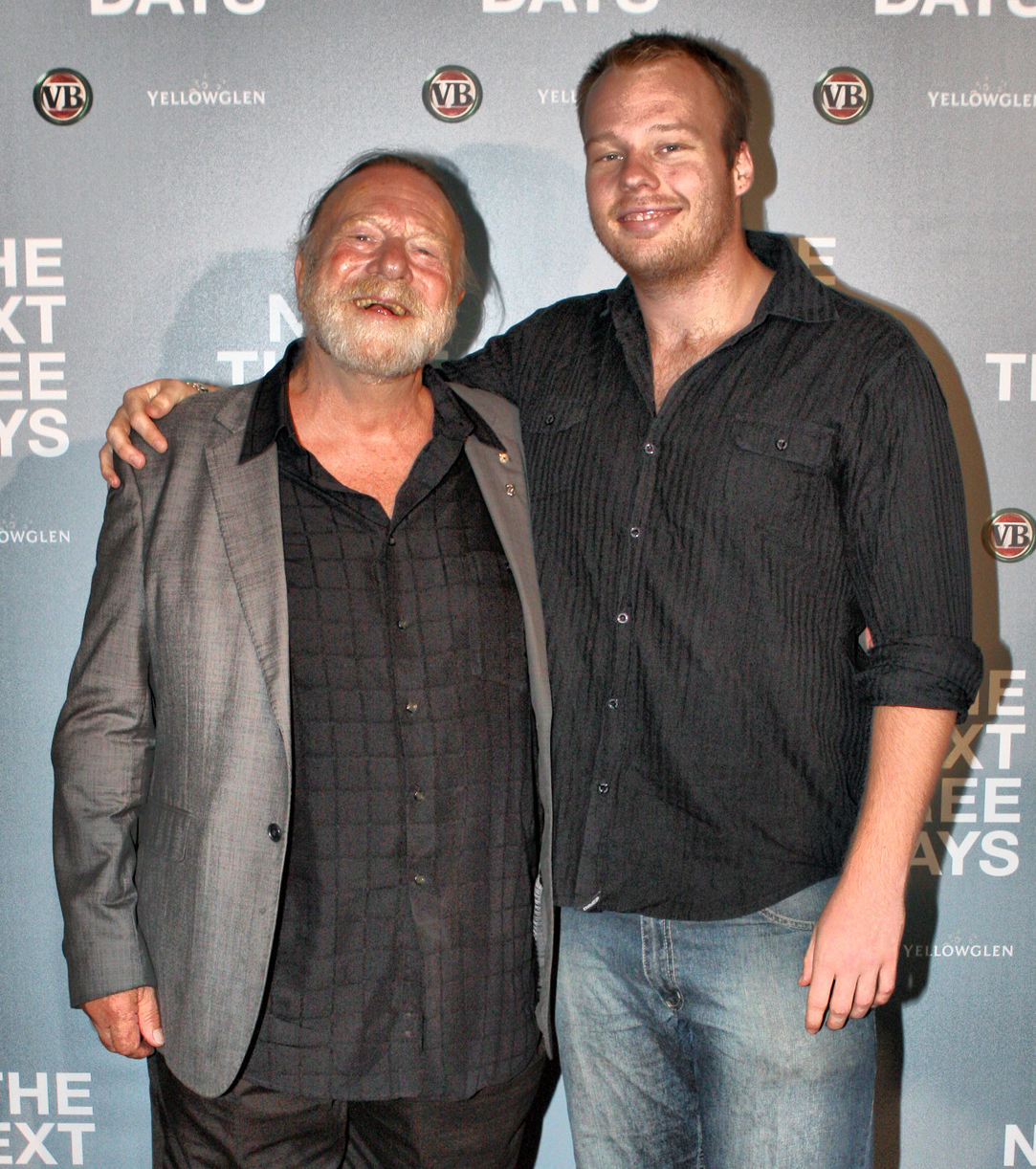

잭 톰프슨(John Hadley Pain, 1940년 8월 31일 ~ )은 오스트레일리아의 배우, 영화 제작자이다.
시드니에서 태어났다.

## 영화
- 피터슨 (1974년)
- 지미 블랙스미스 (1978년)
- 캠프장에서 생긴 일 (1980년, Earthling)
- 파괴자 모랜트 (1980년)
- 클럽 (1980년)
- 스노위 맨 (1982년, The Man from Snowy River)
- 전장의 크리스마스 (1983년)
- 버크와 윌스 (1985년)
- 아그네스의 피 (1985년) - 호크우드 역
- 조니 5 파괴 작전 (1986년)
- 제로지대 (1987년)
- 바람과 야망 (1992년) - 잭 네빌 역
- 베일 속의 카이로 (1993년)
- 칼라하리의 모험 (1993년)
- 썸 오브 어스 (1994년)
- 플라이트 오브 더 앨버트로스 (1995년)
- 브로큰 애로우 (1996년) - 합동참모본부 의장 역
- 라스트 댄스 (1996년)
- 가시나무 새 2 (1996년, The Thorn Birds: The Missing Years)
- 트렁크 속의 연인들 (1997년, Excess Baggage) - 알렉산더 역
- 언더 더 라이트하우스 댄싱 (1997년) - 해리 역
- 미드나잇 가든 (1997년)
- 섹시한 느낌 (1999년)
- 마술 푸딩 (2000년)
- 남태평양 (2001년, South Pacific)
- 요릉우 보이 (2001년)
- 오리지널 씬 (2001년)
- 스타워즈 에피소드 2: 클론의 습격 (2002년)
- 굴 양식업자 (2004년)
- 대통령을 죽여라 (2004년) - 잭 존스 역
- 피드 (2005년, Feed) - 리처드 역
- 맨-씽 (2005년) - 프레더릭 시스트 역
- 향연 - 웨일 드리머의 귀환 (2006년) - 본인 역
- 굿 저먼 (2006년)
- 디셈버 보이즈 (2007년)
- 레더헤즈 (2008년)
- 헐리웃과 맞장뜨기: 호주 B무비의 세계 (2008년) - 본인 역
- 오스트레일리아 (2008년) - 키플링 플린 역
- 오 마이 갓 (2009년) - 본인 역
- 마오의 라스트 댄서 (2009년) - 판사 우드로 실스 역
- 더 텔레그램 맨 (2010년)
- 돈 비 어프레이드: 어둠 속의 속삭임 (2010년) - 해리스 역
- 더 포가튼 맨 (2011년)
- 어라운드 더 블럭 (2013년) - 오도널 씨 역
- 미스터리 로드 (2013년)
- 블라인더 (2013년) - 코치 창 역
- 루벤 거스리 (2015년)
- 파도가 지나간 자리 (2016년) - 랠프 역
- 돈 텔 (2017년)
- 스윙잉 사파리 (2018년)
- 포커 페이스 (2022년) - 샤먼 빌 역